# Harriet Smithson
Henrietta Constance (Harriet) Smithson (Ennis, 1800 - París, 3 de marzo de 1854) fue una actriz anglo-irlandesa, la primera esposa de Hector Berlioz, y la inspiración para su Sinfonía fantástica.

## Biografía
Era hija de un director de teatro. Hizo su primera actuación en 1815 en el Teatro de Calle Crow, de Dublín. Tres años más tarde hizo su primera aparición en Londres en el Drury Lane como Leticia Hardy en La estrategia de la Belle.
No consiguió especial éxito en Inglaterra, pero fue a París en 1827 y 1832. Allí despertó el entusiasmo como Desdémona, Virginia, Julieta y Jane Shore, en la tragedia por Nicholas Rowe. Tenía una multitud de admiradores, entre ellos Hector Berlioz, quien la conoció durante una representación de Hamlet en la que actuaba como Ofelia. El idilio entre ambos duró seis años, finalmente en 1833 se casaron y al año siguiente, el 14 de agosto nació su único hijo Louis Berlioz, pero ante unos desacuerdos se separaron en 1840.
El 3 de marzo de 1854 murió de un ataque cardíaco, después de un largo sufrimiento por un ataque de apoplejía que sufrió en 1848 y que la había dejado paralítica.